# Arne Schrevens
Arne Schrevens (8 juli 2002) is een Belgisch basketballer.

## Carrière
Schrevens speelde in de jeugd van Leuven Bears, hij maakte bij die club in het seizoen 2023/24 zijn debuut in de BNXT League. Hij speelde daarvoor ook al voor de tweede ploeg waar hij het grootste deel van de tijd speelde. In de zomer van 2024 maakte hij de overstap naar de Antwerp Giants. Voor het seizoen 2025/26 tekende hij bij Brussels Basketball. Hij kwam daarnaast ook op dubbele licentie uit voor derdeklasser Basics Melsele.